# Aranimermis giganteus
Aranimermis giganteus är en rundmaskart som beskrevs av Poinar och Early 1990. Aranimermis giganteus ingår i släktet Aranimermis och familjen Mermithidae. Inga underarter finns listade i Catalogue of Life.